# 路德维希斯温克尔
路德维希斯温克尔是德国莱茵兰-普法尔茨州的一个市镇。总面积21.28平方公里，总人口807人，其中男性418人，女性389人（2011年12月31日），人口密度38人/平方公里。